# Jean Astruc
Jean Astruc, (Sauve, (Gard), 19 de marzo de 1684 - París, 5 de mayo de 1766) fue un médico francés, autor de importantes obras sobre la sífilis y las enfermedades de transmisión sexual.

## Principales publicaciones
Medicina
- Tractatus de motus fermentativi causa, novam et mechanicam hypothesim continens (1702). Traducido al francés con el título de Mémoire sur la cause de la digestion des aliments (1711) y Traité de la cause de la digestion, où l'on réfute le nouveau sistème de la trituration et du broïement (1714)
- Dissertation sur l'origine des maladies épidémiques et principalement sur l'origine de la peste, où l'on explique les causes de la propagation et de la cessation de cette maladie (1721) Texto en internet
- De morbis venereis (1736 ; 1740) Texto en internet. Traducido al francés con el título de Traité des maladies vénériennes (3 volúmenes, 1740)
- Traité des maladies des enfants (1748).
- La Nécessité de maintenir dans le royaume les écoles de chirurgie qui y sont établies dans les Facultés et collèges de médecine (1749)
- Tractatus therapeuticus (1750)
- Doutes sur l'inoculation de la petite vérole, proposés à la Faculté de médecine de Paris (1756)
- Traité des tumeurs et des ulcères, avec deux lettres : I. Sur la composition de remèdes dont on vante l'utilité et dont on cache la préparation. II. Sur la nature et le succès des nouveaux remèdes qu'on propose pour la guérison des maladies vénériennes (2 volúmenes, 1759)
- Traité des maladies des femmes avec un catalogue chronologique des médecins qui ont écrit sur ces maladies (6 volúmenes, 1761-1765)
- L'Art d'accoucher réduit à ses principes avec l'histoire sommaire de l'art d'accoucher, et une lettre sur la conduite qu'Adam et Ève durent tenir à la naissance de leurs premiers enfants (1766)
- Mémoires pour servir à l'histoire de la Faculté de médecine de Montpellier, par feu M. Jean Astruc (1767)

Miscelánea
- Mémoires pour l'histoire naturelle de la province de Languedoc, divisés en trois parties, orné de figures, et de cartes en taille-douce (1737)
- Conjectures sur les mémoires originaux dont il paroit que Moyse s'est servi pour composer le livre de la Genèse (1753). Reeditado con el título de Conjectures sur la Genèse, intruducción y notas de Pierre Gibert, Noêsis, París, 1999.
- Dissertation sur l'immatérialité et l'immortalité de l'âme (1755)
- Dissertation sur la liberté (1755)